# Valderøy
Valderøy es una isla frente a la costa oeste de Noruega. Forma parte de la municipalidad de Giske en el condado de Møre og Romsdal. La isla se encuentra conectada con Ålesund en el sur mediante túneles submarinos por la isla de Ellingsøy, hacia la isla de Vigra hacia el norte mediante un puente, y con la isla de Giske hacia el oeste por el puente Giske.
En la isla habitan 3126 personas (2007). En el poblado de Valderhaug se encuentra la sede del gobierno municipal, allí también se encuentran un consultorio de dentista y un centro de salud para niños. Valderøy también cuenta con dos escuelas primarias y una escuela secundaria. La isla aloja a una industria procesadora de pescado y sirve de residencia a muchas personas que trabajan en Ålesund. El club deportivo local es el "IL Valder".